# Kojim putem do prošlosti (Fogel i Elton)
Robert William Fogel i G. R. Elton: Kojim putem do prošlosti? Dva pogleda na povijest, Zagreb: Ibis grafika, 2002. Prevela: Saša Krnic. Pogovor: Suzana Leček. (Which Road to the Past? Two Views of History, 1983.)
Knjigu su zajednički napisali dvojica suvremenih povjesničara, koji su se 1960-ih i 1970-ih godina profilirali kao zastupnici dvije struje u historiografiji, koje su tada vodile žestoku polemiku. Fogel (Amerikanac, koji je po obrazavanju ekonomist), zastupa novu tzv."znanstvenu" povijest (kliometrija), dok Elton (Englez, povjesničar mediavelist) brani "tradicionalnu" (ili "narativnu") historiografiju. Tijekom vremena, oni su izgradili međusobno razumijevanje i "ekumenski" stav, te su zajednički napisali ovu knjižicu. 
Knjižica sadrži:
- Uvod, koji su napisali zajednički.
- Fogelov članak "Znanstvena" i tradicionalna povijest.
- Eltonov članak Dvije vrste povijesti, koji je polemički odgovor na prethodni Fogelov.
- Zaključak, koji su također napisali zajednički.

Hrvatsko izdanje sadrži i Pogovor, čiji je autor dr. sc. Suzana Leček. Ona konstatira kako se među hrvatskim povjesničarima osjeća nedostatak poticajne metodološke rasprave. Uostalom i drugdje u svijetu povjesničari su se relativno kasno uputili u metodološka razmatranja, potaknuti time što o metodologiji njihovog rada, pa i samom smislu njihove struke, historiografije, razmatraju ljudi van struke, filozofi (filozofija povijesti). (str. 117)

## "Stara", "nova" i "nova nova" povijest
Pri čitanju ove rasprave čitatelj mora imati na umu da je Elton, kako sam kaže, »notorno staromodni branitelj političke povijesti« (str.70); distancira se osobito od francuskih analista. Fogel u svom članku spominje da je Elton kritizirao povjesničare kao što su Fernand Braudel (jedan od najznačajnijih analista) i Lawrence Stone (jedan od najvažniji autora britanske Social History 1960-ih godina, blizak kako analistima tako i kliometričarima) zbog primjene na povijest izvanjskih teorija, razvijenih u društvenim znanostima (sociologija, antropologija, ekonomija). Te se teorije, po Eltonu, koriste kao »oblik analognog argumenta«, čija je vrijednost vrlo problematična. (str. 33)
Zapravo, braneći se od svrstavanja u globalnu kategoriju "tradicionalnih" povjesničara i ističući svoje distanciranje od analista, Elton zaključuje da su kliometričari bliži analistima od "staromodnih povjesničara" kao što je on sam. (O tome može posvjedočiti i primjer spomenutog L. Stonea. Zanimljivo je da je sam Stone napustio je tu poziciju sredinom 1970-ih i okrenuo se historijskoj antropologiji, koja je Eltonu također strana. Žestoko je kritizirao i kliometriju.) 
O ovim metodološkim usmjerenjima pogledajte članak Suvremena historiografija (Gross) o udžbeniku čiji je autor hrvatska povjesničarka Mirjana Gross, a objavljen je 1996. Ona kaže da je 1970-ih godina bila uvjerena da "stara" historija (koju zastupa Elton) gubi tlo i da će se "nova" historija (a to su tada bili Analisti, odnosno zastupnici "socijalne historije"), usprkos svim teškoćama, postepeno afirmirati. »No, neke današnje struje drže tu, tada "novu" historiju "starom", pa čak "tradicionalnom". Dakle, "staru novu" historiju zamjenjuje "nova nova", a struje za koje se uglavnom mislilo da su nadiđene javljaju se kao "nove stare". Drugim riječima, gotovo ništa od tradicije historiogrqafije nije nestalo nego se uvijek iznova ponavlja, pri čemu se "stari" oblik prilagođuje suvremenim okolnostima.« (Suvremena historiografija (Gross), str. 14)